# محمد كامل الخطيب
محمد كامل الخطيب هو كاتب قصصي وناقد سوري، ولد عام 1948م بمدينة طرطوس بسوريا. تلقى علومه في المدارس الرسمية في طرطوس، ثم في جامعة دمشق بقسم اللغة العربية. زار كلاً من مصر والعراق ولبنان والأردن كما زار فرنسا وتركيا.

## مؤلفاته
- «القديم والجديد» عن وزارة الثقافة بسوريا، صدر بتاريخ الأول من يناير عام 1989م، باللغة العربية في 534 صفحة.[2]

- «الشرق والغرب» عن وزارة الثقافة بسوريا، صدر بتاريخ الأول منيناير عام 1991م، باللغة العربية في 1018 صفحة.[3]

- «حرية الإعتقاد الديني؛ مساجلات الإيمان والإلحاد منذ عصر النهضة إلى اليوم» عن باترا، صدر باللغة العربية في 398 صفحة.[4]

- «نظرية الشعر مرحلة مجلة أبولو» عن وزارة الثقافة، صدر عام 1996م، باللغة العربية في 645 صفحة، المجلد الرابع.[5]

- «نظرية الشعر كتب مدرسة الديوان» عن مطبغة وزارة الثقافة، صدر باللغة العربية في 365 صفحة، رقم الكتاب 3547999935.[6]

- «نظرية الشعر مرحلة مجلة شعر» صدر باللغة العربية في 365 صفحة.[7]

- «نظرية الشعر مرحلة الاحياء والديوان» عن وزارة الثقافة في الجمهورية السورية، نشر عام 1997م، صدر باللغة العربية في 384 صفحة.[8][9]

- «قضية الفلسفة» عن دار الطليعة الجديدة، صدر بتاريخ الأول من يناير عام 1998م، باللغة العربية في 601 صفحة.[10][11][12]

- «قضية المرأة: القسم الأول» عن وزارة الثقافة بسوريا، صدر بتاريخ الأول من يناير عام 1999م، باللغة العربية في 461 صفحة.[13]

- «قضية المرأة: القسم الثاني» عن وزارة الثقافة بسوريا، صدر بتاريخ الأول من يناير عام 1999م، باللغة العربية في 437 صفحة.[14]

- «تكوين النهضة العربية 1800-2000» عن دار الطليعة الجديدة، صدر بتاريخ الأول من نوفمبر عام 2002م، باللغة العربية في 220 صفحة.[15]

- «نظرية النقد: القسم الأول من البلاغة إلى  1870 - 1940» عن وزارة الثقافة بسوريا، نشرت بتاريخ الأول من يناير عام 2002م، باللغة العربية في 349 صفحة.[16]

- «نظرية النقد: القسم الثاني مقالات نقدية 1970 - 1940» عن وزارة الثقافة بسوريا، صدر بتاريخ الأول من يناير عام 2002م، باللغة العربية في 415 صفحة.[17]

- «صور قديس مجهول» عن دار الطليعة الجديدة، صدر بتاريخ الأول من غشت عام 2004م، باللغة العربية في 85 صفحة.[18]

- «اللغة العربية القسم الأول آراء ومناقشات» عن وزارة الثقافة بسوريا، صدر بتاريخ الأول من شتنبر عام 2004م، باللغة العربية في 384 صفحة.[19]

- «اللغة العربية القسم الثاني الفصحى والعامية» عن وزارة الثقافة بسوريا، صدر بتاريخ الأول من شتنبر عام 2004م، باللغة العربية في 217 صفحة.[20]

- «اللغة العربية القسم الثالث إصلاح اللغة والتعليم» عن وزارة الثقافة بسوريا، صدر بتاريخ الأول من شتنبر عام 2004م، باللغة العربية في 217 صفحة.[21]

- «اللغة العربية القسم الرابع: اللغة العربية واللغات الأخرى» عن وزارة الثقافة بسوريا، صدر بتاريخ الأول من شتنبر عام 2004م، باللغة العربية في 144 صفحة.[22]

- «الحقوق والحريات العامة الحرية الجزء الأول» عن وزارة الثقافة بسوريا، صدر بتاريخ الأول من يوليوز  عام 2005م، باللغة العربية في 343 صفحة.[23]

- «الحقوق والحريات العامة التعصب والتسامح الجزء الثاني» عن وزارة الثقافة بسوريا، صدر بتاريخ الأول من يوليوز عام 2005م، باللغة العربية في 159 صفحة.[24]

- «الحقوق والحريات العامة مسألة الديمقراطية وحرية التفكير والتعبير، الجزئين الثالث والرابع» عن وزارة الثقافة بسوريا، صدر بتاريخ الأول من يوليوز عام 2005م، باللغة العربية في 311 صفحة.[25]